# Vivo NEX
Vivo NEX S (також відомий як просто Vivo NEX) та Vivo NEX A — смартфони, розроблені компанією Vivo, особливістю яких став висувний модуль фронтальної камери. Були представлені 12 червня 2018 року.

## Дизайн
Задня панель та екран виконані зі скла. Бокова частина смартфонів виконана з алюмінію.
Знизу знаходяться роз'єм USB-C, динамік, мікрофон та слот під 2 SIM-картки. Зверху розташовані 3.5 мм аудіороз'єм, другий мікрофон та висувний модуль фронтальної камери. З лівого боку розміщена кнопка виклику голосового асистента. З правого боку розміщені кнопки регулювання гучності кнопка блокування смартфону.
Також у Vivo NEX A сканер відбитку пальця знаходиться на задній панелі, а в NEX S він вмонтований під дисплей.
Vivo NEX S та NEX A продавалися чорному та червоному кольорах.

## Технічні характеристики

### Платформа
Vivo NEX S отримав флагманський на той час процесор Qualcomm Snapdragon 845 з графічним процесором Adreno 630, а Vivo NEX A — Qualcomm Snapdragon 710 з Adreno 616.

### Батарея
Смартфони отримали батарею об'ємом 4000 мА·год. NEX A має підтримку швидкої зарядки на 22 Вт, а NEX S — на 22,5 Вт.

### Камера
Смартфони отримали основну подвійну камеру Sony IMX363 12 Мп, f/1.8 + 5 Мп, f/2.4 (сенсор глибини) з фазовим автофокусом, оптичною стабілізацією та здатністю запису відео в роздільній здатності 4K@30fps. Фронтальна камера отримала висувний механізм, роздільність 8 Мп, світлосилу f/2.2 та здатність запису відео в роздільній здатності 1080p@30fps

### Екран
Екран Super AMOLED, 6.59", FullHD+ (2316 × 1080) зі співвідношенням сторін 19,3:9 та щільністю пікселів 388 ppi. Смартфони мають мінімальні рамки по бокам та зверху і невеликий відступ знизу.

### Пам'ять
Vivo NEX S продавався в комплектаціях 8/128 та 8/256 ГБ, а Vivo NEX A — тільки в 6/128 ГБ.

### Програмне забезпечення
Смартфони були випущені на FuntouchOS 4 на базі Android 8.1 Oreo і були оновлені до FuntouchOS 10, що працює на базі Android 10.